# Diệt chủng Campuchia
Cuộc diệt chủng Campuchia là cuộc diệt chủng mà chế độ Khmer Đỏ do Pol Pot lãnh đạo, thực hiện tại Campuchia từ giữa năm 1975 đến 1979. Đặc điểm kỳ dị của cuộc diệt chủng này là thế lực nắm quyền thực hiện đối với chính dân tộc mình theo lý do ý thức hệ. Các ước tính cho thấy có từ 500.000 đến 3 triệu người đã chết trong cuộc diệt chủng này.
Khmer Đỏ dự kiến tạo ra một hình thức Chủ nghĩa Xã hội Nông nghiệp, xây dựng trên những lý tưởng của chủ nghĩa Stalin và chủ nghĩa Mao. Các chính sách buộc di dời dân cư từ các đô thị, việc tra tấn và hành quyết hàng loạt, buộc lao động cưỡng bức, sự suy dinh dưỡng và bệnh tật đã dẫn đến tử vong của khoảng 25% tổng dân số (khoảng 2 triệu người). Nạn diệt chủng kết thúc khi có Chiến tranh biên giới Tây Nam. Cho đến nay đã phát hiện trên 20.000 ngôi mộ tập thể chôn lấp các nạn nhân, thường được gọi là Cánh đồng chết. Ngày 02/01/2001, Chính phủ Hoàng gia Campuchia thông qua luật để truy tố một số lượng hạn chế các lãnh đạo Khmer Đỏ. Tòa án xét xử tội ác diệt chủng ở Campuchia (ECCC) được thành lập theo thỏa thuận của Chính phủ Hoàng gia Campuchia với Liên Hợp Quốc. Các phiên tòa bắt đầu ngày 17/02/2009. Tháng 7 năm 2010 Khang Khek Ieu (hay Kaing Guek Eav) bị kết tội và phạt tù giam 35 năm, và ngày 3/2/2012, trong phán quyết phúc thẩm cuối cùng ECCC đã nâng mức án thành tù chung thân. Ngày 07/08/2014, Nuon Chea và Khieu Samphan đã bị kết tội và nhận án chung thân cho tội ác chống lại loài người..

## Ý thức hệ
Ý thức hệ đóng vai trò quan trọng trong cuộc diệt chủng này. Mong muốn của Khmer Đỏ là đưa đất nước trở lại với "quá khứ huyền thoại", mong muốn ngăn chặn viện trợ từ nước ngoài xâm nhập vào nước này, điều mà trong mắt họ là một ảnh hưởng xấu, mong muốn khôi phục lại đất nước thành một xã hội nông nghiệp, và cách thức mà họ đã cố gắng để thực hiện mục tiêu này là tất cả các yếu tố của sự diệt chủng . Một lãnh đạo Khmer Đỏ nói, phải "thanh lọc quần chúng", và các vụ giết người bắt đầu.
Ben Kiernan đã so sánh ba nạn diệt chủng trong lịch sử, diệt chủng Armenia, Holocaust và diệt chủng Campuchia, các cuộc diệt chủng chia sẻ một số đặc điểm chung. Phân biệt chủng tộc là một và một phần quan trọng của hệ tư tưởng của cả ba chế độ. Nó nhắm mục tiêu vào thiểu số tôn giáo, cố gắng sử dụng vũ lực để mở rộng thành một "trung tâm tiếp giáp", "lý tưởng hóa dân tộc nông dân của họ như tầng lớp 'quốc gia' thật sự, mảnh đất chủng tộc để từ đó một quốc gia mới thành lập và phát triển" . Chế độ Khmer Đỏ nhắm mục tiêu các nhóm dân tộc khác nhau trong cuộc diệt chủng, buộc phải chuyển nơi ở của họ, cấm sử dụng các ngôn ngữ thiểu số, cấm tôn giáo. Sự đàn áp các tín đồ Hồi giáo, Công giáo, Phật giáo diễn ra sâu rộng . Điều này diễn ra cùng với thanh lọc xã hội Campuchia theo xã hội và chính trị, đã dẫn đến sự thanh lọc của quân đội và các nhà lãnh đạo chính trị của chế độ cũ, cùng với các nhà lãnh đạo ngành công nghiệp, các nhà báo, sinh viên, bác sĩ và luật sư cũng như các sắc tộc Chăm, Việt và Hoa .

## Hành động diệt chủng

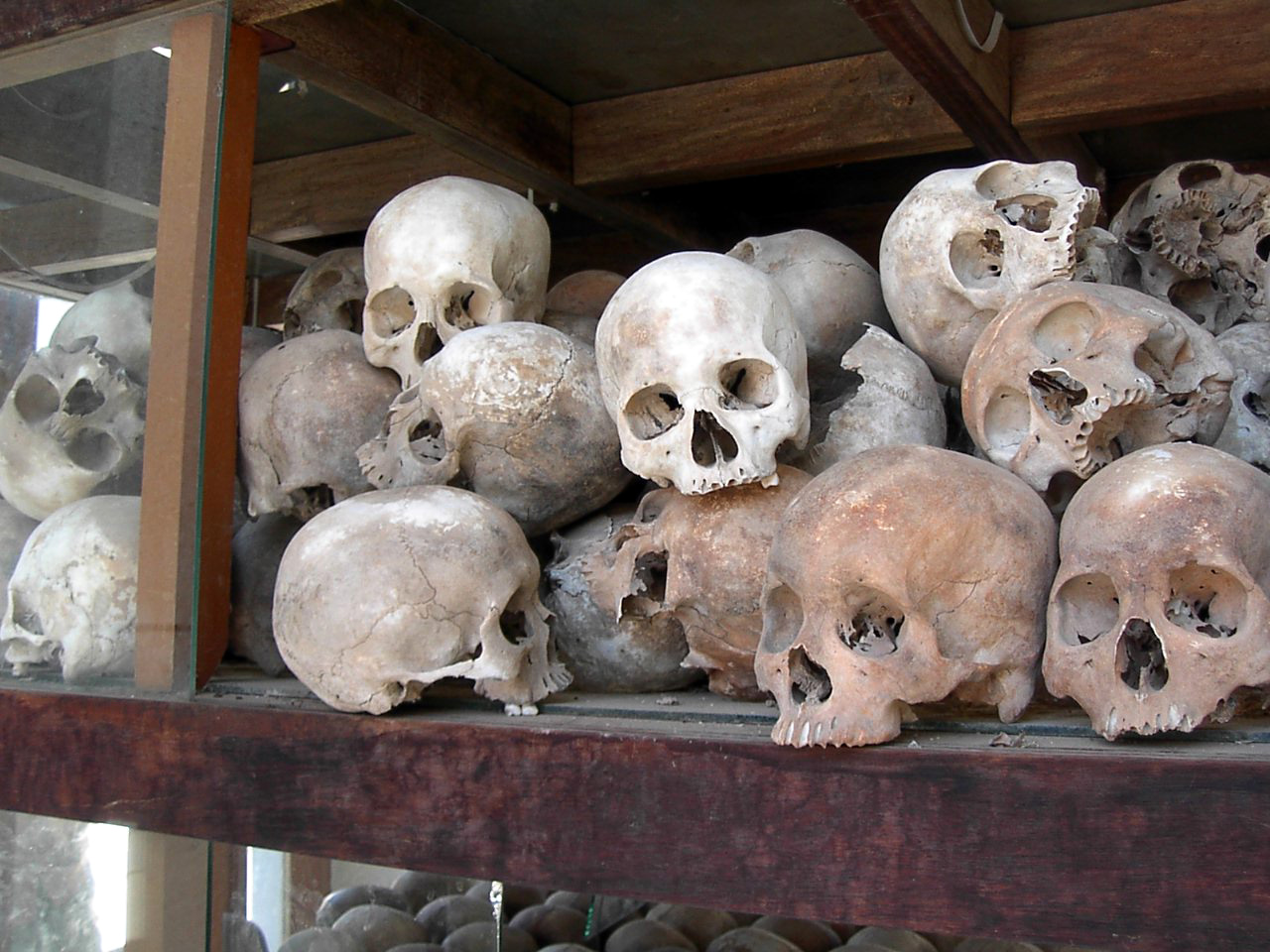
Đầu lâu các nạn nhân của Khmer Đỏ.

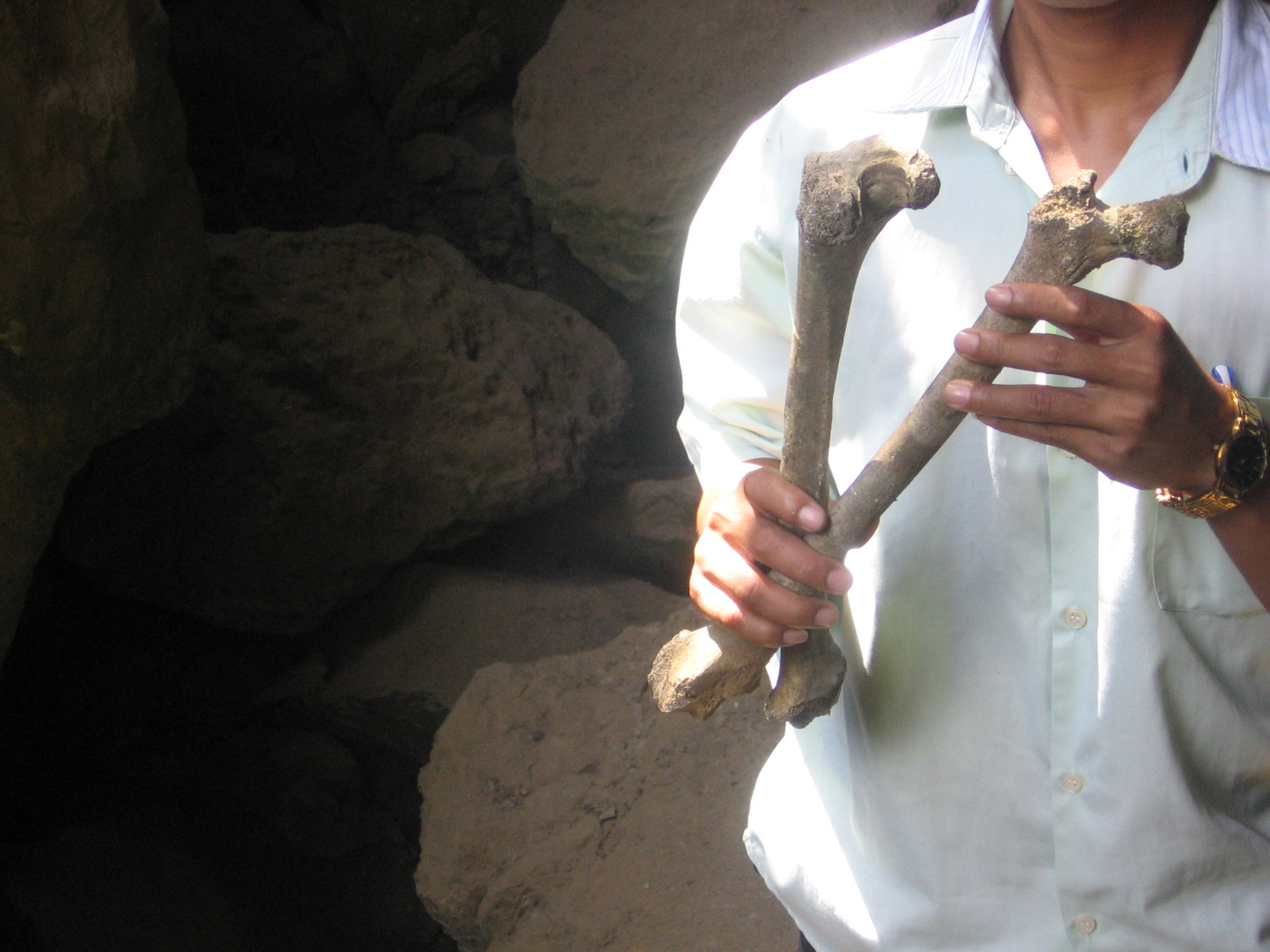
Xương cốt các nạn nhân của Khmer Đỏ tại Hang Kampong Trach, Đồi Kiry Seila, Rung Tik (Hang Nước) hay Rung Khmao (Hang Chết).

Chính phủ Khmer Đỏ đã bắt giữ, tra tấn và sau đó hành quyết bất kỳ ai bị nghi ngờ thuộc một trong nhiều tiêu chí bị nghi ngờ là "kẻ thù":
- Bất kỳ ai có quan hệ với chính phủ cũ hay các chính phủ nước ngoài.
- Người chuyên nghiệp và trí thức – trên thực tế tiêu chí này bao gồm hầu hết mọi người có giáo dục, hay thậm chí những người đeo kính (mà, theo chế độ, có nghĩa là họ có học). Chính Pol Pot là một người có trình độ giáo dục đại học (dù bỏ ngang) với lòng yêu mến văn học Pháp và cũng là một người nói thạo tiếng Pháp. Nhiều nghệ sĩ, gồm cả các nhạc sĩ, tác gia và nhà làm phim đã bị hành quyết. Một số người như Ros Sereysothea, Pan Ron và Sinn Sisamouth đã có được danh tiếng nhờ tài năng và đến ngày nay vẫn được người Khmer biết đến.
- Sắc tộc Việt Nam, sắc tộc Hoa, sắc tộc Thái và các sắc tộc thiểu số khác ở Cao nguyên miền Đông, người Campuchia theo Cơ đốc giáo (hầu hết là Công giáo), tín đồ Hồi giáo (người Chăm) và các tu sỹ Phật giáo. Thánh đường Công giáo ở Phnom Penh bị phá hủy hoàn toàn. Khmer Đỏ buộc các tín đồ Hồi giáo phải ăn thịt lợn. Nhiều người từ chối thực hiện bị giết hại. Giáo sĩ Công giáo và Hồi giáo bị hành quyết. Một trong những chỉ huy cũ của Khmer Đỏ, Comrade Duch, đã chuyển theo Tin Lành vài năm sau khi chế độ này sụp đổ[cần dẫn nguồn].
- "Những kẻ phá hoại kinh tế": nhiều người dân thành thị cũ (những người chưa chết vì đói khát) được cho là có tội vì thiếu khả năng làm nông nghiệp.

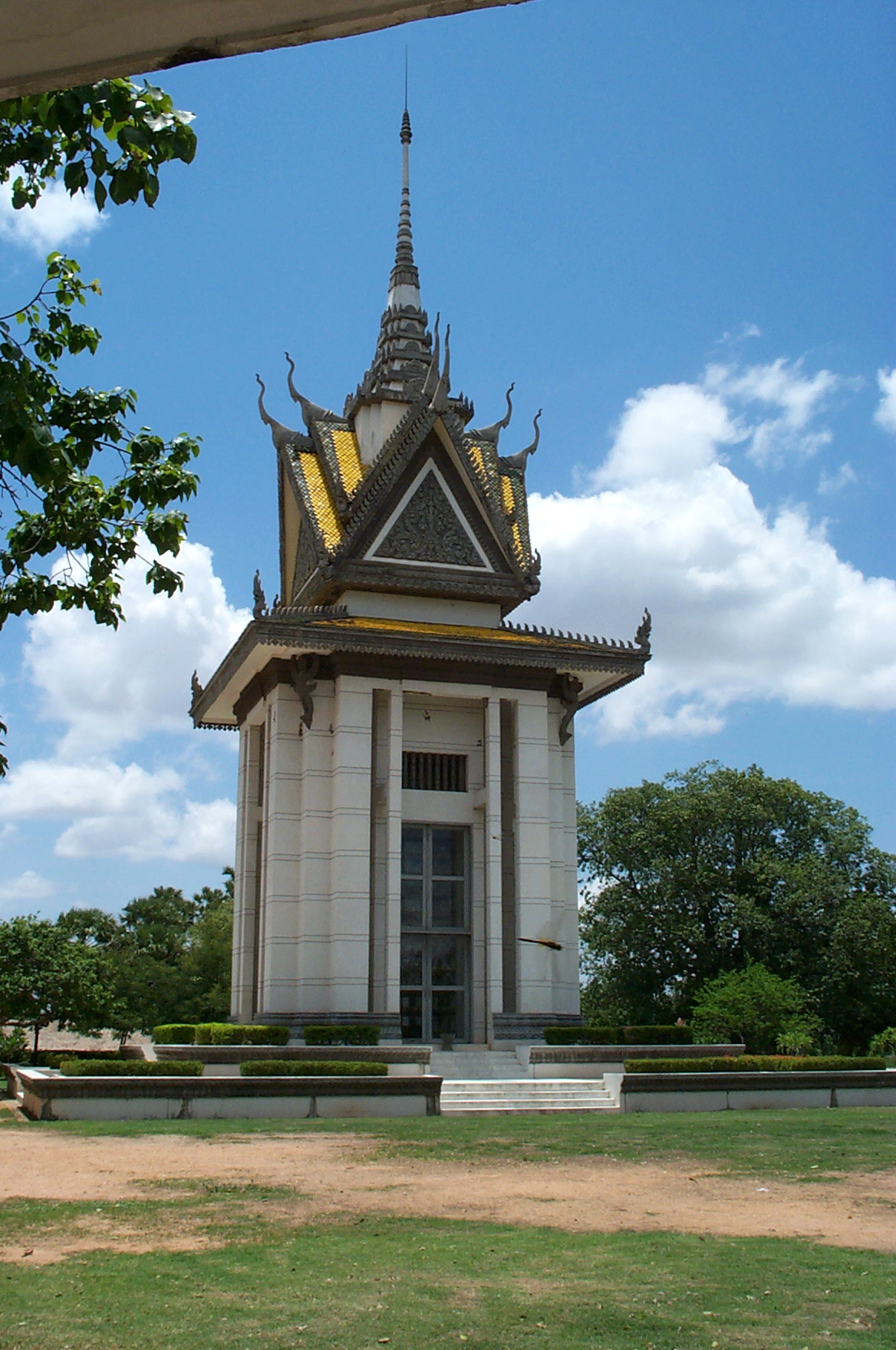
Tháp tưởng niệm các nạn nhân của chế độ diệt chủng

Trong suốt những năm 1970, và đặc biệt sau nửa đầu năm 1975, đảng cũng rung chuyển bởi những cuộc đấu tranh phe nhóm. Đã có những âm mưu quân sự lật đổ Pol Pot. Những cuộc thanh trừng sau đó lên đến đỉnh điểm năm 1977 và 1978 khi hàng nghìn người, gồm cả một số lãnh đạo quan trọng của Đảng Cộng sản Campuchia bị hành quyết.
Ngày nay, các ví dụ về các phương pháp tra tấn được Khmer Đỏ sử dụng được trưng bày trong Bảo tàng diệt chủng Tuol Sleng. Bảo tàng được dựng trên nền đất cũ của một trường trung học bị biến thành trại tù được gọi là S-21 do Khang Khek Iew chỉ huy, thường được biết với cái tên "Đồng chí Duch". Khoảng 17.000 người đã bị chuyển qua trung tâm này trước khi họ bị đưa tới những địa điểm được gọi là những cánh đồng chết, bên ngoài Phnom Penh như Choeung Ek, nơi hầu hết bị hành quyết chủ yếu bằng cuốc chim để tiết kiệm đạn, và bị chôn trong những ngôi mộ tập thể. Trong hàng nghìn người phải vào trại Tuol Sleng, chỉ 12 người sống sót. Những người này được cho là được sống bởi có kỹ năng, được những kẻ giam giữ coi là hữu ích.
Những tòa nhà tại Tuol Sleng đã được giữ nguyên như khi Khmer Đỏ rút khỏi đây năm 1979. Nhiều phòng hiện treo những bức ảnh đen trắng của hàng nghìn người do Khmer Đỏ chụp.

## Số lượng người chết
Con số chính xác những người chết vì những chính sách của Khmer Đỏ đã bị tranh cãi, bởi nguyên nhân của cái chết của họ, và việc tiếp cận nước này bị hạn chế trong thời kỳ Khmer Đỏ cầm quyền và thời kỳ sau đó. Đầu những năm 1980, chính quyền Cộng hòa Nhân dân Campuchia do Việt Nam hậu thuẫn đã tiến hành một cuộc điều tra hộ dân trên toàn quốc, với kết luận rằng hơn 4,8 triệu người đã chết, nhưng hầu hết các nhà sử học hiện đại coi con số trên là không chính xác.
Những cuộc khảo sát hiện đại đã định vị được hàng nghìn ngôi mộ tập thể từ thời Khmer Đỏ trên khắp Campuchia. Nhiều cuộc điều tra ước tính con số người chết trong khoảng 0,74 tới 3 triệu, hầu hết ước tính trong khoảng 1,4 triệu tới 2,2 triệu, với khoảng một nửa chết vì bị hành quyết, và số còn lại vì đói khát và bệnh tật.
- Điều tra của Liên Hợp Quốc báo cáo ước tính 2–3 triệu, UNICEF ước tính 3 triệu người [18].
- Dự án Diệt chủng Campuchia của Đại học Yale được Bộ Ngoại giao Hoa Kỳ tài trợ, ước tính xấp xỉ 1,7 triệu người, chiếm khoảng 21% dân số.[19]
- Rudolph Joseph Rummel ở Đại học Hawaii, một nhà phân tích lịch sử những vụ giết hại chính trị, đưa ra con số 2 triệu người.[20]
- Patrick Heuveline dựa trên phân tích nhân khẩu học ước tính khoảng 1,17 đến 3,42 triệu người [21].
- Craig Etcheson ở Trung tâm Tài liệu Campuchia (DC-Cam, Documentation Center of Cambodia) ước tính giữa 2 và 2,5 triệu người, "nhiều khả năng" là 2,2 triệu người. Sau năm năm nghiên cứu các mộ tập thể, ông kết luận rằng "các mộ tập thể chứa hài cốt của 1.386.734 nạn nhân bị hành quyết" [17].

Từ 1979 đến 1980 có thêm 300.000 người chết do hậu quả của chính sách diệt chủng .

## Những chối bỏ
Năm 2013 Chính phủ Hoàng gia Campuchia đã thông qua luật coi sự chối bỏ nạn diệt chủng Campuchia và tội ác của Khmer Đỏ là bất hợp pháp. Tuy nhiên Chính phủ chỉ đồng ý truy tố một số lượng hạn chế các lãnh đạo Khmer Đỏ.

### Pol Pot, 1998
Thủ lĩnh Khmer Đỏ Pol Pot, một vài tháng trước khi qua đời vào ngày 15/04/1998 , đã nói trong cuộc phỏng vấn của nhà báo Mỹ tự do Nate Thayer viết cho tờ Tạp chí Kinh tế Viễn Đông (Far Eastern Economic Review), rằng ông đã có một lương tâm trong sáng và từ chối trách nhiệm về nạn diệt chủng.
Pol Pot khẳng định ông "đã thực hiện cuộc đấu tranh, không phải để giết người". Theo Alex Alvarez thì Pol Pot "khắc họa chân dung mình là một hình ảnh bị hiểu lầm và phỉ báng bất công" .

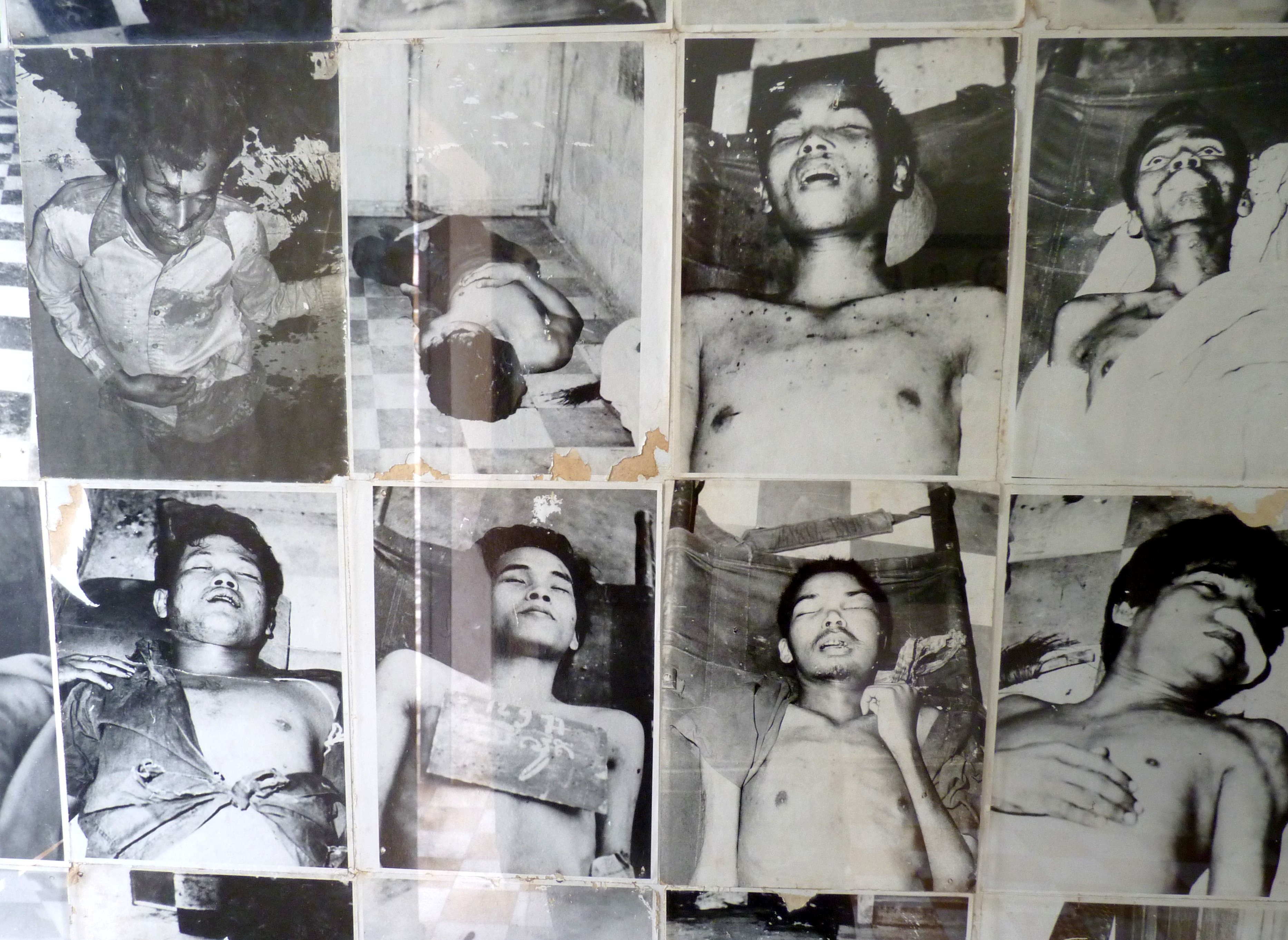
Bảo tàng Diệt chủng trưng bày hàng ngàn bức ảnh các nạn nhân được Khmer Đỏ chụp

### Kem Sokha, 2013
Kem Sokha, phó chủ tịch Đảng Cứu quốc Campuchia (CNRP) năm 2013 bình luận rằng: "Triển lãm tại Bảo tàng Tuol Sleng đã được chế tạo và hiện vật đã được phục dựng với sự giúp đỡ của Việt Nam năm 1979."
Tuyên bố này dẫn đến chính phủ của Thủ tướng Campuchia Hun Sen đã thông qua luật coi sự chối bỏ nạn diệt chủng Campuchia và tội ác chiến tranh của Khmer Đỏ, là bất hợp pháp. Sau đó đảng CNRP đã rút lui tuyên bố này .

### Lý Hiển Long, 2019
Ngày 30/5/2019 Thủ tướng Singapore Lý Hiển Long viết trên trang Facebook Lee Hsien Loong bài chia buồn về việc cựu Thủ tướng Thái Lan, Tướng Prem Tinsulanonda qua đời. Trong bài ông đã ca ngợi giai đoạn cầm quyền của ông Tinsulanonda, cho rằng sự lãnh đạo của ông Prem đã "đem lại lợi ích cho khu vực".
ASEAN (lúc đó chỉ có 5 nước) đã cùng nhau chống lại Việt Nam xâm lược Campuchia và Chính phủ Campuchia thay thế Khmer Đỏ. Thái Lan ở tiền tuyến, đối mặt với các lực lượng Việt Nam vượt biên giới từ Campuchia. 
Tướng Prem đã kiên quyết không chấp nhận sự vi phạm này và bắt tay với các đối tác ASEAN để phản đối sự chiếm đóng của Việt Nam ra các diễn đàn quốc tế.
Bản dịch từ tiếng Anh của Báo Tuổi Trẻ.
Dư luận Campuchia và Việt Nam bất bình với phát biểu này. Leap Chanthavy viết trên trang Khmer Times ngày 3/6/2019 rằng "Lý Hiển Long đã không tôn trọng những nạn nhân của chế độ Khmer Đỏ", và cho rằng "Singapore – một chính phủ tự nhận là đạo đức cao, chưa bao giờ lên án tội ác diệt chủng của Khmer Đỏ" , và ông Lý đã thể hiện "sự thiếu tôn trọng tới những nạn nhân Khmer Đỏ và những người đã hy sinh mạng sống để chấm dứt chế độ Khmer Đỏ". Youk Chhang, Giám đốc Trung tâm lưu trữ Campuchia, thì phát biểu "những bình luận của ông Lý Hiển Long cho thấy đã tới lúc ASEAN cần một chương trình giáo dục về hòa bình và nhân quyền cho khu vực. Một chương trình như vậy bây giờ nên bắt đầu từ Singapore".

## Trong văn học và phương tiện truyền thông
Rithy Panh, người được nhiều người coi là tiếng nói của điện ảnh Campuchia, từng là một nạn nhân của cánh đồng chết của Khmer Đỏ. Tài liệu của ông "S-21: The Khmer Rouge Killing Machine/S-21, la machine de mort Khmer rouge" (S-21: Cỗ máy giết chóc của Khmer Đỏ) được coi là tư liệu tốt nhất và ảnh hưởng nhất được biết đến. Với lo ngại của mình, ông cho rằng S-21 cho phép chúng ta quan sát ký ức và thời gian có thể sụp đổ để làm cho quá khứ như hiện nay và bằng cách làm để lộ khuôn mặt bình thường của cái ác."
Nhà văn Loung Ung viết cuốn Đầu tiên họ giết cha tôi, xuất bản năm 2000. Đến năm 2017 thì được chuyển thể thành phim cùng tên - Đầu tiên họ giết cha tôi (phim).
Những cánh đồng chết, bộ phim tài liệu của Anh thực hiện năm 1984 tại Campuchia, dựa trên trải nghiệm của hai nhà báo Dith Pran người Campuchia và Sydney Schanberg người Mỹ.